# Im Winter ein Jahr
Im Winter ein Jahr ist ein deutsches Filmdrama aus dem Jahr 2008 auf der Grundlage des gleichnamigen Romans (Originaltitel: Aftermath) von Scott Campbell. Regie führte Caroline Link, in den Hauptrollen sind Karoline Herfurth und Josef Bierbichler zu sehen. Weltpremiere war auf dem Toronto International Film Festival, Kinostart war am 13. November 2008. Das im Film verwendete zentrale Gemälde von Karoline Herfurth und Cyril Sjöström fertigte der Münchner Maler Florian Süssmayr.

## Handlung
Die in München lebende Innenarchitektin Eliane gibt bei dem Maler Max Hollander ein Porträt ihrer Kinder Alexander und Lilli in Auftrag. Die verstörte Eliane will sich mit dem Porträt an Alexander erinnern, der sich vor knapp einem Jahr das Leben (mit einem Jagdgewehr) genommen hat, und stellt Max Bilder und Videos von Alexander zur Verfügung. Sie will, dass Lilli für das Porträt zu einigen Sitzungen bei Max erscheint; doch diese ist davon wenig angetan, da sie es abstoßend findet, ein Porträt ihres toten Bruders „als Deko“ an die Wand zu hängen. Im Gegensatz zu ihrer Mutter lebt die talentierte Lilli nicht diszipliniert und verliert ihre Hauptrolle an der Theaterakademie durch Auseinandersetzungen mit ihrer Lehrerin. In ihrer Beziehung mit dem Künstler Aldo versucht sie Nähe und Intimität zu finden, die er ihr aber nicht geben will. Bei den Sitzungen begegnet Lilli Max zunächst mit Vorbehalten, während dieser versucht, in sie hineinzublicken und ihren Charakter festzuhalten. Er erkennt die tiefe Beziehung zwischen den Geschwistern und versteht Lillis Gefühlswelt immer besser. Dabei findet er nach und nach Zugang zu unaufgearbeiteten Teilen seiner eigenen Geschichte, die ebenfalls persönliche Verluste enthält. Das Vertrauensverhältnis zwischen Maler und Modell vertieft sich und sie nähern sich einander vorsichtig an. Das resultierende Porträt erfüllt zwar Elianes Erwartungen nicht, jedoch bricht ihre innerliche Erstarrung auf, sodass sie sich auf Lilli zubewegt. Schlussendlich beginnt Eliane, den Tod ihres Sohnes zu verarbeiten. Lilli hingegen schafft es, ihrem Bruder zu verzeihen, als sie akzeptiert, dass sie den genauen Grund des Selbstmordes nicht herausfinden kann.

## Themen
Der Film behandelt die Verarbeitung einer familiären Katastrophe und den Umgang mit Trauer. Die Erzählung zielt nicht darauf ab, dem Geheimnis des Toten auf die Schliche zu kommen, zentral ist vielmehr die Reifung seiner Schwester. Ausgelöst wird der Prozess von dem Maler. Es entwickelt sich nicht eine der bekannten Affären zwischen einem Künstler und seinem Modell, sondern „eine behutsam in Halbschritten der Zuneigung erzählte Geschichte von tröstlicher Nähe, die beiden guttut.“ Das fertige Bild fasst zum einen die Vergangenheit, weist zum anderen in die Zukunft, für die Lilli nunmehr bereit ist.
Gegen Ende des Films sieht man Lilli exzessiv zu Peter Gabriels Signal To Noise tanzen, während ihre Mutter im Wald zu Füßen eines Baumes in Tränen ausbricht, was bei beiden Teil der Verarbeitung des Geschehenen zu sein scheint.

## Kritik
Im film-dienst sprach Hans Peter Koll von der „ungeheure[n] Präsenz“ der Darsteller und eindrucksvollen Bildern. „Würde man die Handlung losgelöst von den vielen bildkompositorischen und darstellerischen Finessen betrachten, müsste man wohl kritisch die trivialen Fallstricke des Plots benennen, die oft das Melodramatische, ja Kitschige streifen – dies freilich ohne jegliche Berührungsängste, vielmehr mit sicht- und spürbarem (Selbst-) Bewusstsein; Caroline Link bemüht sich um einen durchaus „populären“ Kinofilm, ohne dabei Massenware zu bieten, vielmehr intelligentes, kompositorisch reiches Gefühlskino.“
Anke Sterneborg von der Süddeutschen Zeitung bemerkte, kaum ein deutscher Film habe so weite Räume gestaltet. Zu Links Erzählstil meinte sie: „Ganz behutsam und geheimnisvoll umspielt sie die Leerstelle, die der Selbstmord eines Achtzehnjährigen in einer Familie hinterlassen hat. Aus einzelnen Tönen entsteht dabei ganz langsam die Melodie des Films, und so wie sich aus vielen Details ein Bild fügt, erwächst aus der Fülle von Erinnerungen die Geschichte.“ Trotz seiner Tiefe wirke der Film „leicht und luftig“ und biete einen seltenen schauspielerischen Reichtum.
Auch die FAZ-Rezensentin Verena Lueken betonte, was für ein großes Kapital das deutsche Kino in seinen Schauspielern habe. Entgegen der Publikumserwartung halte die Regisseurin Lillis Beziehung zum Maler in der Schwebe, „wie überhaupt der ganze Film eine angesichts des Themas von Tod und Trauer verblüffende Leichtigkeit hat. (…) Es geht um die größten, die ernstesten Gefühle. Aber die Regisseurin zwingt sie dem Zuschauer nicht auf, sie lässt sie ganz bei den Figuren und betrachtet sie mit Diskretion. Aus der Geschichte hätte alles Mögliche werden können, etwas Pompöses, Weinerliches, Pathologisches, Klebriges. Stattdessen sehen wir, was früher einmal Trauerarbeit hieß, und haben das Gefühl, ja, so könnte es gehen.“
Der Stoff hätte „nur zu leicht ins Klebrige rutschen“ können, sei aber in guten Händen, fand Birgit Roschy in epd Film zur „Inszenierung großer Gefühle mit Empathie und Distanz“. Dialoge und Milieus wirken echt, Bierbichler als „Urviech mit weichem Kern“ sei großartig und Herfurth ziehe in den Bann. Etwas getrübt ist das Urteil durch die Feststellungen, Zischler wirke etwas glatt und der Film sei nicht ganz frei von „Bedeutungskitsch“.
Größere Vorbehalte hatte Urs Jenny im Der Spiegel, er vermisste ein Ziel, auf das die Erzählung hinführt. „Caroline Link ist keine, die „Druck macht“, sie bewegt sich offen von Episode zu Episode, doch dieses schöne Vertrauen in die Eigendynamik ihrer Geschichte hat ihr diesmal – als sei zu lange und unter zu verschiedenen Umständen an der Sache herumgedoktert worden – kein Glück gebracht.“ Die Figuren von Harfouch und Zischler redeten gestelzt, ihre Lebenswelt werde nur auf Fernsehniveau illustriert. Dafür seien die Bilder kraftvoll, Herfurth wecke Mitgefühl und Bierbichler verleihe seinem Maler „Gewicht und Tiefe“.
Von einem „Stück fotorealistischer Salonmalerei“ sprach Daniel Kothenschulte von der Frankfurter Rundschau: Die Handlung passe sich „allzu widerspruchslos ein in die Konventionen bürgerlicher Psychodramen“. Statt Psychologie ziehe Link Oberflächen und Äußerliches vor, die Mutterfigur bleibe eindimensional, nie werde der Film anrührend, und fühle sich lang an. „Niki Reisers omnipräsente Filmmusik und Bella Halbens Kamera verdoppeln nur die Gediegenheit des bürgerlichen Milieus, statt sie aufzubrechen und wirklich zu emotionalisieren.“ Lediglich Bierbichler mache seine Figur „erstaunlich lebendig.“

## Auszeichnungen
Karoline Herfurths Leistung wurde mit dem Bayerischen Filmpreis als beste Nachwuchsdarstellerin und dem Preis der deutschen Filmkritik honoriert. Im Winter ein Jahr erhielt außerdem Nominierungen für den Deutschen Filmpreis in den Kategorien Bester Spielfilm (Filmpreis in Silber), Hauptdarsteller (Josef Bierbichler) und Schnitt. Filmkomponist Niki Reiser erhielt den Preis.
Die Deutsche Film- und Medienbewertung FBW in Wiesbaden verlieh dem Film das Prädikat besonders wertvoll.

## Hörspiel und Hörfilm
Auf der Grundlage von Filmdialogen ist 2008 ein Hörspiel mit Barbara Nüsse als Erzählerin erschienen (181 Min.).
Ein Jahr später produzierten der Bayerische Rundfunk und Constantin Film eine Audiodeskription des Films. Die von Katja Schild gesprochene Bildbeschreibung wurde 2010 für den deutschen Hörfilmpreis nominiert und ist Bestandteil der DVD-Veröffentlichung.

### Romanvorlage
- Scott Campbell: Im Winter ein Jahr. Roman (OT: Aftermath). Deutsch von Doris Heinemann. Goldmann, München 2008, ISBN 978-3-442-46729-7.

### Gespräche
- Mit Caroline Link in den Stuttgarter Nachrichten, 12. November 2008, S. 14: „Familie ist Fluch, Segen, Gnade“
- Mit Karoline Herfurth in der Frankfurter Rundschau, 17. November 2008: „Ich musste fast jeden Tag weinen“

### Kritikenspiegel
positiv
- film-dienst Nr. 20/2008, S. 32, von Hans Peter Koll: Im Winter ein Jahr
- Focus, 10. November 2008, von Harald Pauli: Gruppenbild mit Tochter
- Frankfurter Allgemeine Zeitung, 12. November 2008, von Verena Lueken: Was früher einmal Trauerarbeit hieß
- Süddeutsche Zeitung, 10. September 2008, von Anke Sterneborg: Die schöne Querulantin

eher positiv
- epd Film Nr. 11/2008, S. 47, von Birgit Roschy: Im Winter ein Jahr

gemischt
- Der Spiegel, 10. November 2008, S. 180, von Urs Jenny: Die Trauer und ihr Preis

eher negativ
- Frankfurter Rundschau, 13. November 2008, von Daniel Kothenschulte: Lange erwartete Familientragödie